# Nachole
Nachole (en bengali : নাচোল) est une upazila du Bangladesh dans le district de Nawabganj. En 1991, on y dénombrait 97 119 habitants.